# 神奈川县立卫生短期大学
神奈川县立卫生短期大学（日语：／ kanagawakenritsu Eisei Tanki Daigaku *），简称卫短，是过去一所位于日本神奈川县横滨市旭区的公立短期大学。

## 概要

### 简介
- 学校最早可以追溯到1964年即神奈川县立二俣川高级中学的创立。短期大学为于1967年开办、由神奈川县经营。招生到2002年、停办于2004年[1][2]。

### 历史
- 1967年 神奈川县立卫生短期大学成立并同时设置卫生护理科。
- 1969年 卫生技术科成立[注 2]。
- 1992年 保健学专攻成立。
- 2002年 最后一年招生、次年停止招生（正式停办于2004年3月29日[2]）

## 学校环境
- 校区：在了神奈川县横滨市旭区[注 1]

## 历任校长
- 林秀：第一代短期大学校长[3]。

## 组织

### 学科
- 卫生护理科
- 卫生技术科[注 2]

### 专科
| - 保健学专攻 |

### 业余课程
| - 没有 |

## 相关链接
- 日本短期大学列表
- 神奈川县立营养短期大学
- 神奈川县立外语短期大学